# Coppa Placci
De Coppa Placci was een eendaagse wielerwedstrijd die jaarlijks in september plaatsvond in de Italiaanse regio Emilia-Romagna tussen startplaats San Marino en Imola waar op het circuit Autodromo Enzo e Dino Ferrari werd gefinisht. Na 2009 is de wedstrijd niet meer verreden, maar in 2012 is deze wedstrijd gefusserd met de Ronde van Veneto tot de Ronde van Veneto-Coppa Placci.
De wedstrijd werd voor het eerst in 1923 georganiseerd. Tussen 1929 en 1945, in 1947 en tussen 1951 en 1961 werd de wedstrijd niet verreden. Sinds 2005 maakte de Coppa Placci deel uit van het Europese continentale circuit van de UCI, de UCI Europe Tour. Het kreeg de quotering 1.HC mee, waardoor de wedstrijd een van de belangrijkere wedstrijden buiten de ProTour werd.
De wedstrijd is vernoemd naar de uit Imola afkomstige Antonio Placci, een wielrenner die in 1921 overleed.

## Lijst van winnaars
* Gefuseerd met de Ronde van Veneto.

### Meervoudige winnaars
| Overwinningen | Renner               | Land   | Jaren      |
| ------------- | -------------------- | ------ | ---------- |
| 2             | Emilio Petiva        | Italië | 1924, 1925 |
| 2             | Ugo Colombo          | Italië | 1970, 1971 |
| 2             | Roger De Vlaeminck   | België | 1972, 1974 |
| 2             | Giovanni Battaglin   | Italië | 1979, 1980 |
| 2             | Francesco Casagrande | Italië | 1995, 2000 |

### Overwinningen per land
| Overwinningen | Land                          |
| ------------- | ----------------------------- |
| 50            | Italië                        |
| 3             | België, Zwitserland           |
| 1             | Portugal, Verenigd Koninkrijk |

2005 · 
2006 · 
2007 · 
2008 · 
2009 · 
2010 · 
2011 · 
2012 · 
2013 · 
2014 · 
2015 · 
2016 · 
2017 ·
2018 ·
2019 ·
2020 ·
2021 ·
2022 ·
2023 ·
2024 ·
2025
Belangrijkste etappewedstrijden

Internationaal Wegcriterium · Driedaagse Brugge-De Panne · Ronde van de Alpen · Vierdaagse van Duinkerke · Ronde van Beieren · Ronde van Noorwegen · Ronde van België · Ronde van Luxemburg · Ronde van Oostenrijk · Ronde van Wallonië · Ronde van Burgos · Ronde van Denemarken · Arctic Race of Norway · Ronde van Groot-Brittannië
Belangrijkste eendaagse wedstrijden

Trofeo Laigueglia · GP Lugano · GP Nobili Rubinetterie · Dwars door Vlaanderen · Scheldeprijs · Brabantse Pijl · GP Kanton Aargau · Brussels Cycling Classic · GP Fourmies · Primus Classic Impanis-Van Petegem · Ronde van de Drie Valleien · Milaan-Turijn · Ronde van Piemonte · Ronde van het Münsterland · Ronde van Emilia · Parijs-Tours · GP Bruno Beghelli